# Toba (Tennō)
Toba (jap. 鳥羽天皇, Toba-tennō; * 24. Februar 1103; † 20. Juli 1156) war der 74. Tennō von Japan (1107–1123). Sein Eigenname war Munehito (宗仁).
Er war ein Sohn des Horikawa-tennō, wurde aber von seinem Großvater, dem Shirakawa-tennō, aufgezogen. Während Ex-Tennō Shirakawa noch lebte, regierte in Wirklichkeit dieser, und Toba war damit nur dem Namen nach Tennō. Nach dem Tod Shirakawas 1129 hatte er schließlich die faktische Regierung inne und behielt sie auch als Ex-Tennō nach seiner Abdankung 1123, wie es sein Großvater getan hatte.
Die Tennō Sutoku, Konoe und Go-Shirakawa waren seine Söhne.